# Émeutes à Dublin de 2006

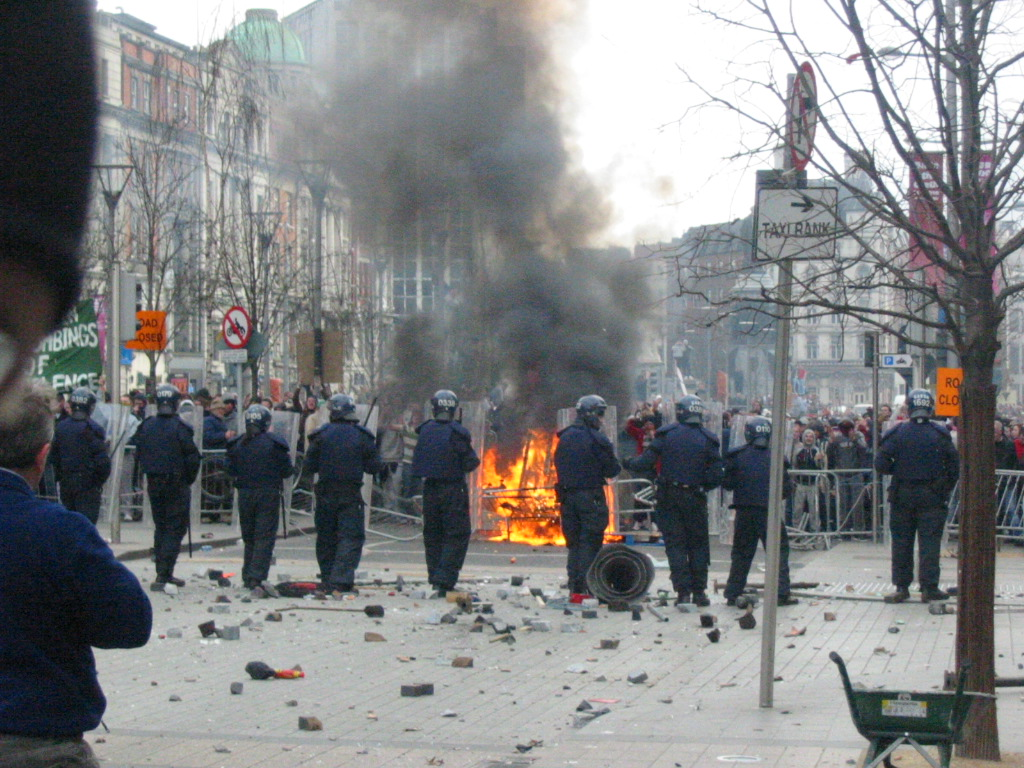

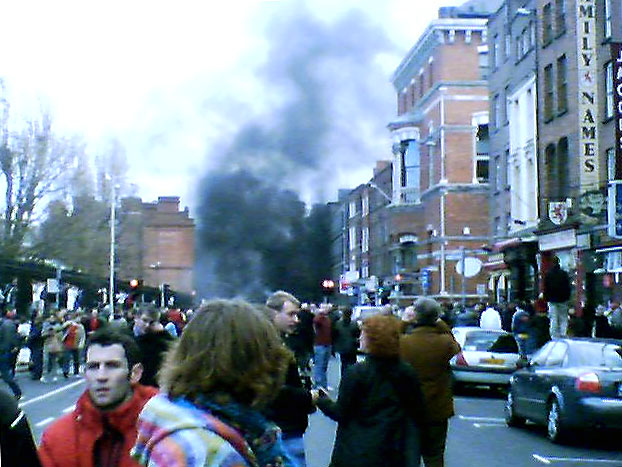

Le samedi 25 février 2006, à Dublin, devait avoir lieu la première Love Ulster Parade, organisé par les Unionistes d'Irlande du Nord, défilé qui devait commémorer les victimes de l'IRA.
Dès onze heures du matin, les dublinois ont pu voir les drapeaux de deuil noirs de la Love Ulster Parade se diriger vers la O'Connell Street, rue qui fut la scène d'un attentat en 1974. Une contre-manifestation s'organise, composée principalement de jeunes gens "pro IRA", qui tourne rapidement à l'émeute. Les émeutiers débordent les forces anti-émeutes pour se réfugier derrière des barrières, faisant pleuvoir sur les forces policières pavés et matériaux de chantier. Quelques cocktails Molotov seront lancés et deux voitures incendiées. 
Finalement, l'émeute fera 14 blessés et 40 arrestations.